# Soubor věcí bývalého nádraží Severozápadní dráhy
Soubor věcí bývalého nádraží Severozápadní dráhy v Karlíně v Praze jsou dochované stavby Rakouské severozápadní dráhy v úseku železniční trati Praha-Těšnov – Praha-Vysočany, které stojí na Rohanském ostrově. Obě budovy, bývalá celnice a sklad, jsou chráněny jako nemovitá kulturní památka České republiky.

## Historie
Na Rohanském ostrově stála původně koncová stanice odbočky Rakouské severozápadní dráhy z Lysé nad Labem přes Vysočany do Prahy. Po dokončení osobního nádraží na Těšnově v roce 1875 se nádraží používalo jako nákladní, odstavné a seřaďovací. Celá trať z Vysočan na Těšnov byla zrušena v 80. letech 20. století.

### Celnice
Objekt bývalé celnice je dvoupodlažní na obdélném půdorysu krytý sedlovou střechou. Fasáda je cihlová, nároží a sokl mají kamenný obklad. Budova o sedmi osách má střední rizalit ukončený trojúhelným štítem.

### Sklad

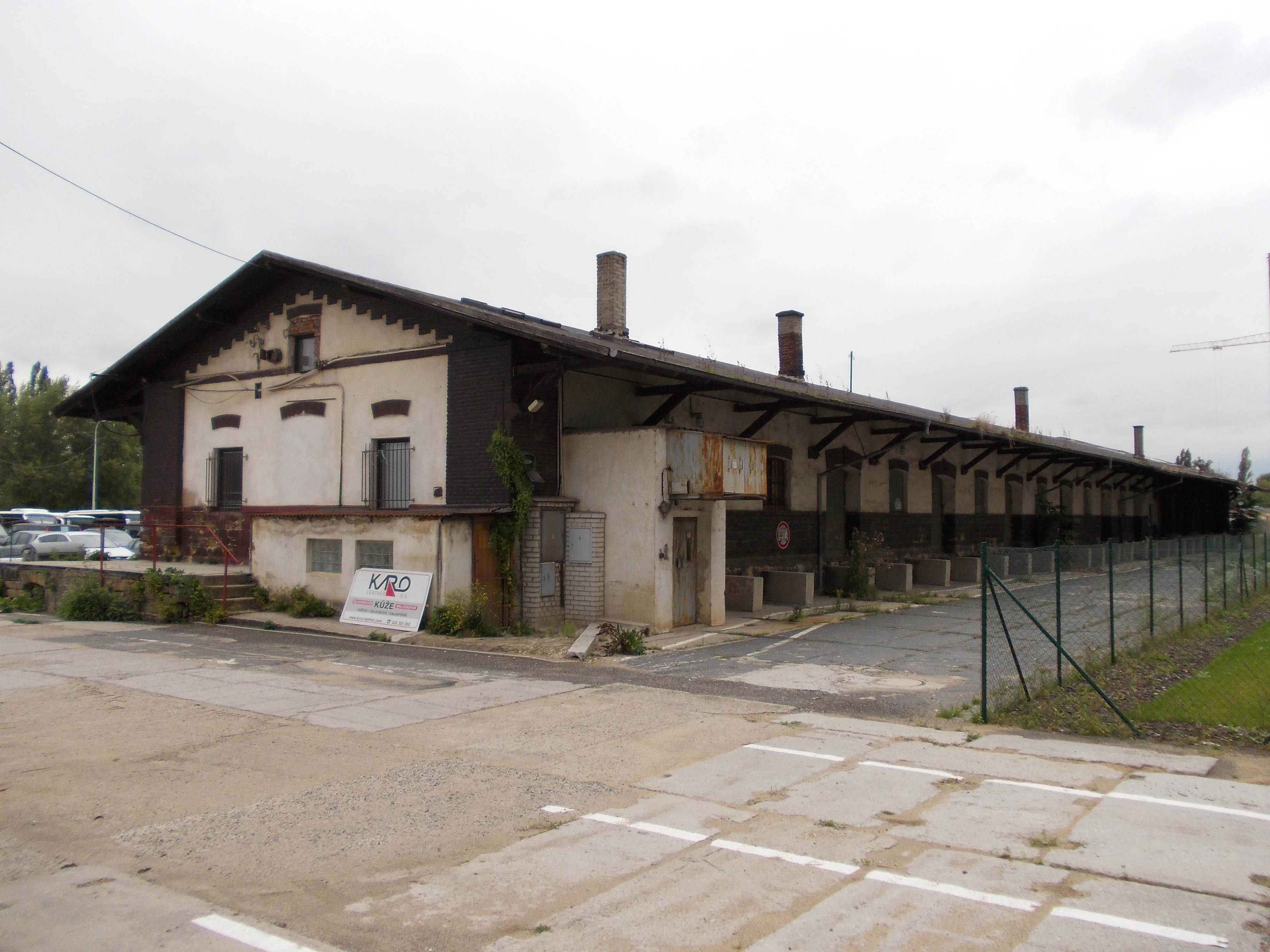
sklad

Dlouhá přízemní budova skladu je postavena na obdélném půdorysu a je kryta sedlovou střechou; krov je otevřený. Okna a dveřní otvory na delších stranách jsou pro jednodušší manipulaci se skladovým materiálem vyvýšené nad úroveň terénu. Na fasádě se střídají omítané částí s prvky z režného zdiva.